# Lothar Schweigerer

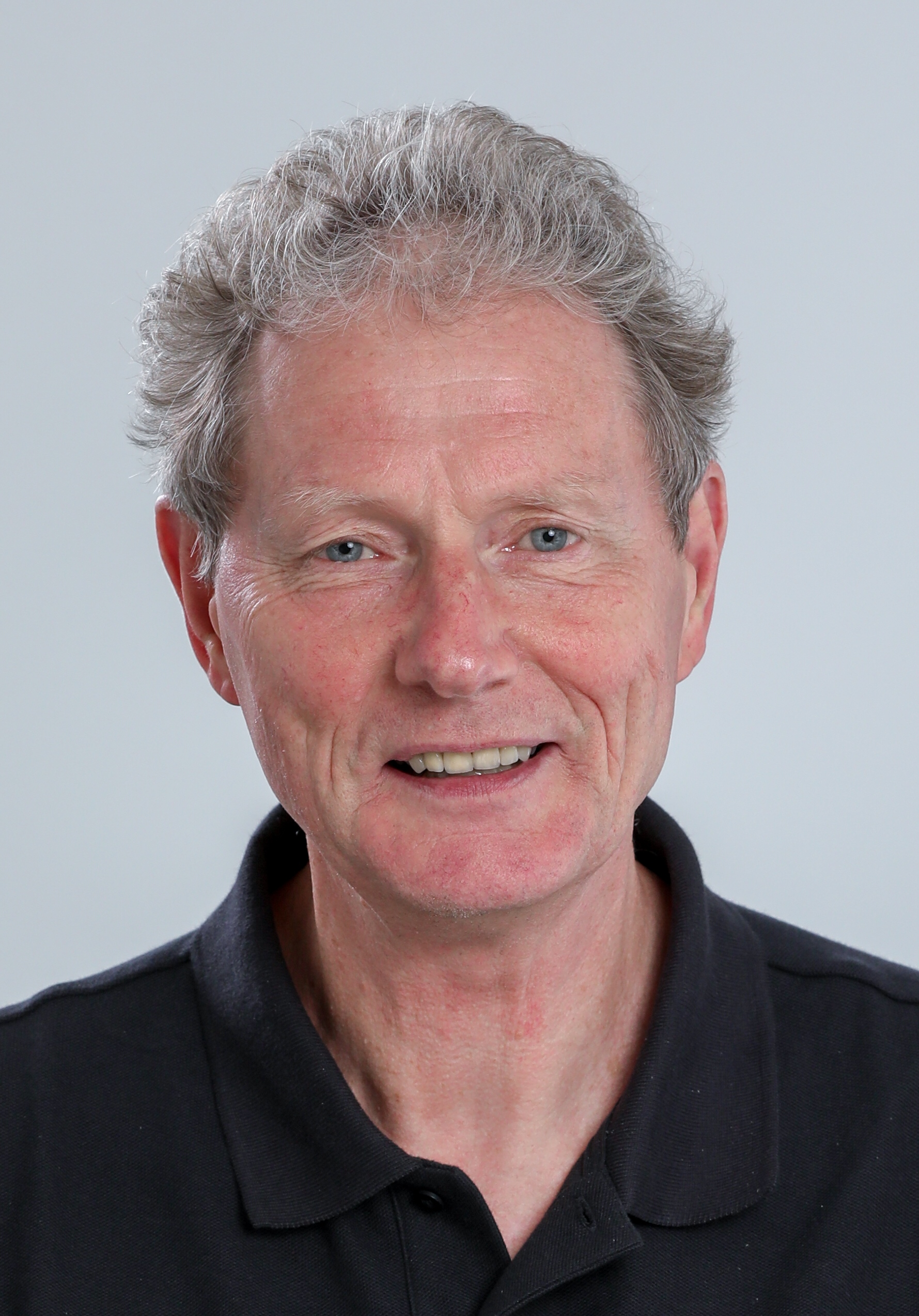
Lothar Schweigerer (2018)

Lothar Schweigerer (* 6. September 1953 in Morbach) ist ein deutscher Kinderarzt, Onkologe und Krebsforscher. Er war Lehrstuhlinhaber für Pädiatrie an der Universitätsmedizin Göttingen und Chefarzt der Kliniken für Kinder- und Jugendmedizin am Helios Klinikum Berlin-Buch und am Klinikum Frankfurt (Oder).

## Leben
Schweigerer besuchte das Nikolaus-von-Kues-Gymnasium in Bernkastel-Kues, studierte Humanmedizin an der Justus-Liebig-Universität Gießen und absolvierte dort 1980 sein medizinisches Staatsexamen. Anschließend arbeitete er im Gießener Rudolf-Buchheim Institut für Pharmakologie als wissenschaftlicher Mitarbeiter, wo er im Jahre 1984 mit summa cum laude über die immunologische Funktion von Endorphinen promovierte. Mit einem Stipendium der Max-Kade-Foundation befasste er sich bis 1987 als post-doctoral research assistant im Labor von Denis Gospodarowicz am Cancer Research Institute der University of California, San Francisco (USA) mit den Mechanismen der Tumorangiogenese. Napoleone Ferrara, Entdecker des vascular endothelial growth factor war Koautor mehrerer Arbeiten. Zurück in Deutschland forschte Schweigerer im Labor von Manfred Schwab, dem Entdecker des MYCN-Gens, am Deutschen Krebsforschungszentrum Heidelberg über die Pathogenese des Neuroblastoms.
Nach Gründung einer Forschergruppe zum Thema Tumorangiogenese begann Schweigerer im Jahr 1987 seine Ausbildung zum Kinderarzt an der Klinik für Kinder- und Jugendmedizin der Ruprecht-Karls-Universität Heidelberg. Es folgten Anerkennung zum Facharzt für Kinder- und Jugendmedizin(1993) und Habilitation (1995). Von 1994 bis 1997 bzw. 1997 bis 2002 war Schweigerer als Oberarzt an den Kliniken für Kinder- und Jugendmedizin der Philipps-Universität Marburg bzw. des Universitätsklinikums Essen tätig.
Schweigerer erhielt Berufungen auf die C3-Professur für pädiatrische Hämatologie und Onkologie am Universitätsklinikum Carl Gustav Carus Dresden (1999), den „Chair (Lehrstuhl) of Hematology and Oncology“ des Great Ormond Street Hospital for Children am University College London (UK) (2001) und die C4-Professur für Kinderheilkunde mit dem Schwerpunkt Hämatologie und Onkologie an der Georg-August Universität Göttingen (2001). Von 2002 bis 2006 war er Lehrstuhlinhaber für Kinderheilkunde und Chefarzt der Klinik für Kinder- und Jugendmedizin mit dem Schwerpunkt Hämatologie und Onkologie und von 2003 bis 2005 geschäftsführender Direktor der Klinik für Kinder- und Jugendmedizin an der Georg-August Universität Göttingen.
Im Jahr 2006 nahm Schweigerer ein Angebot an zur chefärztlichen Leitung der Klinik für Kinder- und Jugendmedizin am Helios-Klinikum Berlin-Buch in direkter Nachbarschaft zum Forschungscampus Berlin-Buch. Im Rahmen seines Konzeptes einer „Rundumversorgung“ kranker Kinder und ihrer Familien initiierte er am Klinikum ein Elternhaus, eine Elternoase und einen Gastkindergarten zur Betreuung der gesunden Geschwisterkinder. Die Finanzierung erfolgt über die Mcdonald’s Kinderhilfestiftung, die Stiftung Ein Herz für Kinder und die Eduard-Winter-Kinderstiftung. Für die Kinder und ihre Familien etablierte er verschiedene Unterhaltungsangebote, darunter Aufführungen im klinikeigenen Theater (z. B. mit dem Konzerthaus Berlin) und Beschäftigungsangebote wie Clownssprechstunde, Musizieren bzw. Werken im klinikeigenen Musikstudio bzw. Werkstatt und Kochen im eigenen Kochstudio.
Nach Erreichen des Altersruhestandes Im Jahr 2019 führte er über zwei Jahre die Klinik für Kinder- und Jugendmedizin am Klinikum Frankfurt (Oder). Seit 2021 ist Schweigerer als Senior Medical Officer und Beiratsvorsitzender des medizinischen Startup-Unternehmens Medudoc tätig. 
Schweigerer ist Autor von über 90 wissenschaftlichen Originalarbeiten. Er war Gründungsmitglied des EDU College of Medicine, Vorsitzender des Vereins ICKE in Buch e.V., Präsident des Freundeskreises des Ronald McDonald Elternhauses Berlin-Buch und medizinischer Beirat des Vereins „Rote Nasen“.

## Auszeichnungen
- Young Investigator Award der European Society for Medical Oncology (1988)
- Wissenschaftspreis der Kind-Philipp-Stiftung für Leukämieforschung (1991)[21]
- Gerhard-Domagk-Preis für klinische und experimentelle Krebsforschung(1995)[22]
- Preis der Dr. Heinz und Helene Adam-Stiftung zur Erforschung von Blut- und Lymphgefäßerkrankungen (1996)[23]

## Wissenschaftliche Originalarbeiten (Auswahl)
- Mit Sucharit Bhakdi und Hansjörg Teschemacher: Specific non-opiate binding sites for human beta-endorphin on the terminal complex of human complement. In: Nature 296 (1982), S. 572 PMID 7070501

- Mit Gera Neufeld, Jeff Friedman, Judith Abraham, John Fiddes und Denis Gospodarowicz: Capillary endothelial cells express basic fibroblast growth factor, a mitogen that promotes their own growth. In: Nature 325 (1987), S. 257 PMID 2433585
- Mit Gera Neufeld, Ayalew Mergia, Judith Abraham, John Fiddes und Denis Gospodarowicz: Basic fibroblast growth factor in human rhabdomyosarcoma cells: implications for the proliferation and neovascularization of myoblast-derived tumors. In: PNAS 84 (1987), S. 842 PMID 2433691
- Mit Napoleone Ferrara, Gera Neufeld, Richard Mitchell und Denis Gospodarowicz: Pituitary follicular cells produce basic fibroblast growth factor. In: PNAS 84 (1987), S. 5773 PMID 2441393
- Mit Gera Neufeld und Denis Gospodarowicz: Basic fibroblast growth factor as a growth inhibitor for cultured human tumor cells. In: J. Clin. Invest. 80 (1987), S. 1516 PMID 2824563
- Mit Theodore Fotsis, Michael Pepper, Herman Adlercreutz, Gudrun Fleischmann, Tapio Hase, und Roberto Montesano: Genistein, a dietary-derived inhibitor of in vitro angiogenesis. In: PNAS 90 (1993), S. 2690 PMID 7681986
- Mit Theodore Fotsis, Youming Zhang, Michael Pepper, Hermann Adlercreutz, Tapio Hase, Peter Nawroth und Roberto Montesano: The endogenous oestrogen metabolite 2-methoxyoestradiol inhibits angiogenesis and suppresses tumour growth. In: Nature 368 (1994), S. 237 PMID 7511798
- Mit Matthias Wilm, Andrej Shevchenko, Tony Houthaeve, Stephen Breit, Theodore Fotsis und Matthias Mann: Femtomole sequencing of proteins from polyacrylamide gels by nano-electrospray mass spectrometry. In: Nature 379 (1996), S. 466 PMID 8559255